# Klaus Martens (Lyriker)

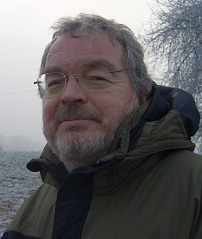
Klaus Martens (2004)

Klaus Martens (* 7. September 1944 in Kirchdorf) ist ein deutscher Literaturwissenschaftler, Lyriker, Essayist, Herausgeber und literarischer Übersetzer.

## Leben und Wirken
Martens besuchte das Gymnasium am Waller Ring in Bremen und schloss es mit dem Abitur ab. Von 1965 bis 1971 studierte er Anglistik und Germanistik an der Georg-August-Universität Göttingen. Das Erste Staatsexamen absolvierte er 1971, das Zweite Staatsexamen 1976. 1968 bis 1969 arbeitete er als Instructor für Deutsche Literatur und Sprache am Reed College in Portland (Oregon). Von 1972 bis 1974 war er Doktorand an der Yale University in New Haven (Connecticut) und wurde mit einem Stipendium des Deutschen Akademischen Austauschdienstes (DAAD) gefördert. Als Studienrat wirkte er 1975 bis 1980 am Hainberg-Gymnasium Göttingen. 1979 wurde er zum Dr. phil. promoviert. 1980 bis 1982 war er Research Fellow des American Council of Learned Societies der Universität Yale und der Harvard University. 1984 habilitierte er sich. Von 1983 bis 1988 war Martens wissenschaftlicher Mitarbeiter und Teilprojektleiter des Sonderforschungsbereichs 309 Die literarische Übersetzung. Zwischen 1979 und 1989 erhielt er Lehraufträge an den Universitäten Göttingen, Münster sowie Kassel und nahm eine Lehrstuhlvertretung an der Universität Saarbrücken wahr. 1989 wurde er außerplanmäßiger Professor in Göttingen. Von 1990 bis 2009 war er Lehrstuhlinhaber für Nordamerikanische Literatur und Kultur (NALK) und ab 1994 Gründer und Leiter des Zentrums für kanadische und angloamerikanische Kulturen (CCAC) an der Universität des Saarlandes.
Martens publiziert seit über dreißig Jahren als Lyriker. Seine Arbeiten sind in zahlreichen führenden Literaturzeitschriften und -anthologien erschienen und ins Englische, Japanische und Italienische übersetzt. Als literarischer Übersetzer aus dem Englischen verantwortet er Einzel- oder Werkübersetzungen u. a. von Elizabeth Bishop, Thomas Lux, Wallace Stevens und Derek Walcott. Martens’ Lesereisen führten ihn durch die Bundesrepublik und auf Einladung (2014) durch mehrere Staaten der USA.
Klaus Martens ist mit der keramischen Bildhauerin Eva Wieting-Martens verheiratet, die plastische Maskenbildnisse von ihm geschaffen und Auszüge aus seinen lyrischen Werken verarbeitet hat (z. B. Zyklus „Cover ups“ von 15 Wandplastiken im Foyer des Deutschen Theaters, Göttingen).
Mitgliedschaften: PEN-Zentrum Deutschland (seit 1996), Verband deutscher Schriftsteller (VS, seit 1994), Autorenvereinigung Die Kogge, Saarländisches Künstlerhaus, Modern Language Association, Canadian Comparative Literature Association, Gesellschaft für Kanadastudien. Ein Deponat der Bücher, Werke, Manuskripte usw. sowie seiner Sammlungen zu Felix Paul Greve / Frederick Philip Grove und dem J.C.C. Bruns Verlag befindet sich als Vorlass im Literaturarchiv Saar-Lor-Lux-Elsass der Landes- und Universitätsbibliothek des Saarlandes, Saarbrücken.

## Werke

### Lyrik
- Heimliche Zeiten. Gedichte. DVA, Stuttgart 1984.
- Angehaltenes Schweigen. Gedichte. Edition Herodot, Göttingen 1985.
- Im Wendekreis des Fragezeichens. Gedichte. Verlag Altaquito, Göttingen 1987.
- Die Fähre. Ein Abgesang & 14 andere Gedichte. VS-Topicana, Saarbrücken 2006.
- Was Musik macht. Gedichte. Illustrationen von Michael Blümel. Sonderheft Decision, 89. Ausgabe, Bielefeld 2010.
- Das wunderbare Draußen. Gedichte. Verlag im Proberaum, Klingenberg 2010.
- Alter Knochen spricht. Gedichte. Amarant Presse, Saarbrücken 2011.
- Schwedenbuch. Texte, Gedichte, Fotos. Amarant Presse, Saarbrücken 2011.
- Abwehrzauber. Gedichte. Conte Verlag, Saarbrücken 2012.
- Siebenachtel Leben. Gedichte. Pop Verlag, Ludwigsburg 2013.
- A Restatement of Dreams. Some Poems. Pop Verlag, Ludwigsburg 2014.
- Bei den Vogelinseln. 55 Gedichte. Pop Verlag, Ludwigsburg 2014.
- Anderswo, nicht hier. Gedichte. Mit Grafiken von Eva Wieting. Pop Verlag, Ludwigsburg 2015.
- Atemholen. Neue und Ältere Gedichte 1984–2015. Pop Verlag, Ludwigsburg 2016.
- Muschuschu. Einige Gedichte. Mit fünf Farbtafeln von Eva Wieting. Pop Verlag, Ludwigsburg 2016.
- Farbe der Amsel. Neue und ausgewählte Gedichte. Hrsg. von H. Gätje. Nachworte von H. Gätje und Traian Pop. universaar, Saarbrücken 2017.
- Stillwasser. Gedichte. Pop Verlag, Ludwigsburg 2018.
- Stachelbeergärten. Gedichte. Pop Verlag 2019. Nummerierte und signierte Sonderausgabe.
- Bei den Stachelbeergärten. 75 Gedichte. Pop Verlag 2020.

Zudem veröffentlichte er zahlreiche Gedichte als Einzeltexte oder Sequenzen in Zeitungen, Magazinen, Zeitschriften und Online-Magazinen, darunter Akzente, Lettre International, „Steinbrech“, Decision, Sprache im technischen Zeitalter, fixPoetry, Lyrikwelt, Glarean Magazin, Matrix, Bawülon, Signum, Am Erker sowie in Anthologien, darunter Jahresring, Jahrbuch der Lyrik usw. Einige seiner Werke wurden von Shun Suzuki und Michiru Tsubura ins Japanische übersetzt.  Darunter Die Fähre (フェリー). Shijin-Kaigi 2 : 47 (2009): 78-94. Muriel Cormican übersetzte einige seiner Gedichte ins amerikanische Englisch. Stefanie Golisch übersetzte einige Gedichte von Klaus Martens ins Italienische, „Tre Poesie.“ In: la poesia e lo spirito. wordpress.com (15. August 2015). 6 Seiten.

### Literarische Bücher als Übersetzer oder Herausgeber
- Derek Walcott: Erzählungen von den Inseln. Gedichte und die Nobelpreisrede. Übersetzung mit Anmerkungen und Nachwort von Klaus Martens. Carl Hanser, München 1993.
- Wallace Stevens: Die Gedichte unseres Klimas. Übersetzung Klaus Martens. Altaquito, Göttingen 1987.
- Edgar Allan Poe: Erzählungen. Mit Anmerkungen, Chronologie, ausgewählter Bibliographie, Nachwort. Artemis & Winkler, München 1989 ff.
- Derek Walcott: Das Königreich des Sternapfels. Gedichte. Vorwort Joseph Brodsky, Übersetzung und Nachwort Klaus Martens. Carl Hanser, München 1989. Fischer, Frankfurt 1994; s. a. überarbeitete, ergänzte zweisprachige Ausgabe: Derek Walcott: Der Traum auf dem Affenberg. Coron, Lachen am Zürichsee 1993, S. 203–335.
- Dylan Thomas: Die Befragung des Echos. Frühe Erzählungen und Aufsätze. mit Anmerkungen und Nachwort. Übersetzung Erich Fried, Detlev Gohrbandt, Klaus Martens. (= Dylan Thomas: Ausgewählte Werke in Einzelausgaben. Band 1) Carl Hanser, München 1991; S. Fischer, Frankfurt 1995.
- Dylan Thomas: Windabgeworfenes Licht. Gedichte Englisch-Deutsch. mit Anmerkungen, Vor- und Nachwort Übersetzung Reinhard Paul Becker, Erich Fried, Klaus Martens u. a. (= Dylan Thomas: Ausgewählte Werke in Einzelausgaben. Band 2). Carl Hanser, München 1993; S. Fischer, Frankfurt 1995.
- Dylan Thomas: Porträt des Künstlers als junger Hund. Autobiographische Erzählungen. mit Anmerkungen und Nachwort. Übersetzung Klaus Martens, Erich Fried u. a. (= Dylan Thomas: Ausgewählte Werke in Einzelausgaben. Band 3). Carl Hanser, München 1994; S. Fischer, Frankfurt 1995.
- Dylan Thomas: Unter dem Milchwald, Texte für Stimmen: Ausgewählte Briefe. mit Anmerkungen und Nachwort, Übersetzung Erich Fried, Klaus Martens, Margit Peterfy. (= Dylan Thomas: Ausgewählte Werke in Einzelausgaben. Band 4). Carl Hanser, München 1996; S. Fischer, Frankfurt 1999.
- Dylan Thomas: Gedichte. Ausgewählt von Raoul Schrott, Siegfried Völlger und Michael Krüger. aus Klaus Martens, Hg., Teilübersetzung. Windabgeworfenes Licht. Hanser, München 1999.
- Derek Walcott: Gedichte. Ausgewählt von Raoul Schrott, Siegfried Völlger und Michael Krüger. Übersetzung Klaus Martens (25 Texte) und Konrad Klotz (1 Text). Hanser, München 1999.
- Charles Simic: Medici Groschengrab. Die Kunst des Joseph Cornell. Übersetzung Klaus Martens. Carl Hanser, München 1999.
- Frederick Philip Grove: A Dirge for My Daughter. Poems. Selected, ed. with a Preface by Klaus Martens. Königshausen & Neumann, Würzburg 2006.
- Thomas Lux: Zehntausend herrliche Jahre. Gedichte, zweisprachig. Herausgegeben und übersetzt mit Anmerkungen und einer Einleitung von Klaus Martens. Mattes Verlag, Heidelberg 2011.
- Wallace Stevens: Die Weitung alles Sichtbaren. Gedichte, zweisprachig. Herausgegeben und übersetzt mit einer Einleitung von Klaus Martens. Mattes Verlag, Heidelberg 2013.
- Elizabeth Bishop: Alles Meer ein gleitender Marmor. Gedichte, zweisprachig. Herausgegeben und übersetzt mit einer Einleitung von Klaus Martens. Mattes Verlag, Heidelberg 2011.
- State(s) of the Art: Considering Poetry Today. Königshausen & Neumann, Würzburg 2010.
- Thomas Lux:[3] Lobotomobil. Ausgewählte Gedichte. Englisch – Deutsch. Herausgegeben und übersetzt von Klaus Martens. Orpheus Reihe Band 1. Pop Verlag, Ludwigsburg 2016.

### Literarische Aufsätze (Auswahl)
- Wallace Stevens. In: Kritisches Lexikon zur fremdsprachigen Gegenwartsliteratur (KLfG). Edition Text + Kritik, München 1985.
- Das Ich des Auges, oder die Lust an der Geographie. Elizabeth Bishop. In: Akzente. Band 4, August 1986, S. 313–324.
- Rage for Definition. The Long Poem as “Sequence”. In: Roland Hagenbüchle und Laura Skandera (Hrsg.): Poetry and Epistemology. Papers from the International Poetry Symposium Eichstätt, 1983. Pustet, Regensburg 1986, S. 350–365.
- “Does it emerge? Or do we enter in?”. Aspekte des Verhältnisses von Musik und neuester amerikanischer Lyrik im „Hörspiel“. In: Broder Carstensen und Herbert Grabes (Hrsg.): Anglistentag 1985, Paderborn. Vorträge. Hoffmann, Gießen 1986, S. 241–255.
- John Ashbery. Das lyrische Werk. In: Kindlers Neues Literatur Lexikon (KNLL). Band 1. Kindler, München 1988, S. 787–790.
- John Ashbery. In: Kritisches Lexikon zur fremdsprachigen Gegenwartsliteratur. Edition Text + Kritik, München 1989.
- Elizabeth Bishop. Das lyrische Werk. In: Kindlers neues Literatur Lexikon. Band 2. Kindler, München 1989, S. 701–703.
- Die andere Tradition. In: Herbert Heckmann (Hrsg.): Alte Bekannte? Oder: Last und Lust der Tradition. (= Schriftenreihe der Deutschen Akademie für Sprache und Dichtung, Band 9). Carl Hanser, München 1990, S. 57–64.
- Institutional Transmission and Literary Translation. A Sample Case. In: TARGET. Band 3.2, 1991, S. 225–241.
- Wallace Stevens. Das lyrische Werk. In: Kindlers neues Literatur Lexikon. Band 15. Kindler, München 1991, S. 984–990.
- Wege und Auswirkungen der übersetzerischen Vermittlung amerikanischer Lyrik in der Bundesrepublik Deutschland (1945–1956). In: Mitteilungen des Verbandes deutscher Anglisten. Band 3, September 1992, S. 11–25.
- Derek Walcott. Das lyrische Werk. In: Kindlers neues Literatur Lexikon. Band 17. Kindler, München 1992, S. 355–357.
- Die Imagination als Nation. Derek Walcott. In: Der Traum auf dem Affenberg. Coron, Lachen am Zürichsee 1993, S. 53–71.
- Einer der großen Dichter von heute. Literaturnobelpreis für den Iren Seamus Heaney. In: Saarbrücker Zeitung. 6. Oktober 1995.
- Zusammensprechende Literaturen. Wortreich in der Neuen Welt. In: Neue Rundschau. Band 107.1, 1996, S. 26–35.
- Wallace Stevens. Schnörkel in der Signatur der Moderne. In: Akzente. Band 2, April 1997, S. 159–173.
- Ein Mal der Schande aufbrennen – John Steinbecks Werk vor dem Spiegel sozialer Ungerechtigkeiten. In: Programmheft Bregenzer Festspiele 2001. Of Mice and Men. Bregenzer Festspiele, Bregenz 2001, S. 24–29.
- Einige Anmerkungen zu Edgar Allan Poe in der amerikanisch-europäischen Literatur- und Kulturgeschichte. In: Programmheft Oper im Festspielhaus. Bregenzer Festspiele 2006. Claude Debussys „Der Untergang des Hauses Usher“. Bregenzer Festspiele, Bregenz 2006, S. 24–31.
- Different Kinds of “Life Studies”. The Extraordinary Poetry of Thomas Lux. In: Poetry Salzburg Review. Band 10, Autumn 2006, S. 48–66.
- Poetic Progress as Poetic Regress? Klaus Martens, ed. State(s) of the Art: Considering Poetry Today. Königshausen & Neumann, Würzburg 2010, S. 203–211.